# Anu (película)
Anu es una película de suspenso en idioma canarés de 2009 protagonizada por Pooja Gandhi en el papel principal. Está dirigida por Shivaganapathi y producida por Balu. La música de fondo está compuesta por el director musical Shekar Chandra. Esta es una nueva versión de la película en telugu Anasuya, que fue dirigida por Ravi Babu, con Bhoomika Chawla a la cabeza. La película se estrenó el 9 de enero de 2009.

## Argumento
Anu es huérfano y tiene un posgrado en psicología criminal. Se une a un canal de televisión como reportera. Se le confía la tarea de descifrar los secretos detrás de una serie de misteriosos asesinatos en serie que involucran la recolección de órganos del cuerpo. El asesino siempre deja una rosa en la escena del crimen como su firma. Mientras la policía intenta silenciar el asunto, Anasuya se da a la tarea de investigar estos asesinatos.
En este proceso, conoce a un oficial de la fuerza policial, Anand, que está involucrado en la investigación. Una noche, encuentra una figura sombría que acecha en las sombras de su casa. Cuando se alerta a su vigilante, la figura desaparece. Rápidamente busca a Joseph, solo para encontrarlo asesinado de la misma manera que los otros asesinatos.
Desde aquí, Anu intenta descubrir al asesino y sus razones detrás de los asesinatos inexplicables. Después de sus propias investigaciones, reduce al sospechoso a Govind, un asistente de hospital. Se sorprende al encontrarlo discapacitado físicamente cuando lo llevan a la comisaría para interrogarlo. Ella detesta su discapacidad y la considera una farsa, pero la policía no está del todo convencida con sus afirmaciones. Govind intenta asesinar a Anu para despejar el obstáculo en su plan de cosas. En este proceso, la policía lo rodea, pero él escapa tras asesinar a un par de policías.
En otro intento de este tipo por parte de él, Anu asesina accidentalmente a una persona mientras estaba en defensa propia. Desafortunadamente para ella, la incriminan y la arrestan. Anand, con quien considera un buen amigo después de algunas peleas verbales inicialmente, consigue que la liberen bajo fianza. Nuevamente, cuando hay otro intento de matarla, la policía lo atrapa, pero la secuencia de eventos sugiere que se suicidó. Cuando Anu lo encuentra de nuevo, todos descartan su charla y se preguntan si ella está en un trauma mental.
Si bien la despiden de su empleador de televisión, ni siquiera encuentra consuelo en Anand, quien no le cree. Ella decide resolver el misterio y sus investigaciones la llevan a un pueblo donde Jyothi, una estudiante de medicina entró en coma como resultado de no poder soportar el trauma mental que le dio Govind, su profesor, quien cayó en se enamoró de ella el primer día de su ingreso a la universidad y creía que debían casarse debido a su nacimiento anterior. No fue más que la obsesión del profesor por Jyothi lo que lo llevó a acecharla.
Su investigación revela que los órganos del cuerpo de Jyothi, según su testamento, fueron donados a los necesitados. Govind, con la determinación de recuperar todos estos órganos de vuelta a su cuerpo que él roba de la morgue. Después de darse cuenta de las intenciones de Govind, ahora convertido en un completo psicópata, Anu revisa el resto de los órganos que eran de Jyothi. Para su sorpresa, se da cuenta de que los ojos de Lakshmi estaban fuera de la donación de Jyothi.
Cuando Govind secuestra a Lakshmi, Anu encuentra su ubicación rastreando su número de teléfono. Después de la lucha y la lucha que siguieron, con la ayuda de Anand, Anu mata a Govind prendiendo fuego a ese lugar y cierra el caso. Sus colegas la aprecian por su valentía al final de la película.

## Reparto
- Pooja Gandhi como Anu
- Balu como Manja
- Rashmi
- Naga Kiran como Anand
- Ramesh Bhat
- Achyuth Kumar

## Recepción

### Respuesta de la crítica
R. G. Vijayasarathy de Rediff calificó la película con 3 de 5 estrellas y dice: "La audiencia, que ama los thrillers, puede disfrutar de Anu. Para Pooja Gandhi, esta es sin duda una gran oportunidad. Es hora de que elija películas en las que pueda demostrar aún más su talento". Bangalore Mirror escribió: "Baalu es bueno como el asesino psicótico, pero muestra que es un actor promedio cuando interpreta al profesor. Sin embargo, para Pooja Gandhi, esto resulta ser lo mejor de su carrera. Una visita obligada por ser inusual y Pooja's interino".

## Taquilla
La película Anu se desempeñó bastante bien en la taquilla de Sandalwood.